# Aisle Of Plenty
"Aisle of Plenty" (en castellano "Pasillo de la Abundancia") es la canción final del álbum Selling England By The Pound del grupo inglés Genesis, del año 1973. La línea acústica con la que se inicia la canción, se repite varias veces al final de la canción previa The Cinema Show, y por lo tanto conecta a las dos canciones. Además esta canción (en su primera mitad) tiene el mismo ritmo y riff de Dancing with the Moonlit Knight.
"Aisle of Plenty" es la pieza más corta del álbum con su 1:32, está salpicada con referencias a tiendas, las cuales Peter Gabriel incorporó en la canción. 

## Letra
"Yo no pertenezco aquí", gritó la anciana Tessa.

El nombre "Tessa" es un juego de palabras. Luego continua:

"Tranquila, amor, ahí está el Seguro Camino a Casa."

- agradecida por su Lindo y Buen descuento, Tess Co-opera

Al traducir estas líneas al castellano, pierden las referencias originales y los juegos de palabras. En inglés puede leerse: Safeway, Fine Fair, Tess Co (Tess Co-opera); y son todas tiendas de Inglaterra. Tesco fue llamada así por Tess, el nombre de la esposa del fundador de la tienda. Nótese el juego de palabras con la anciana Tessa anterior.

Aún solo en el o-infierno-o

-mira como crece la mortífera belladona

Es imposible traducir esta línea al castellano manteniendo su juego de palabras original. La forma de saludo "Hello" (hola), disgregada para encontrar la palabra "Hell" (infierno). Para la anciana Tess, el mundo de los mercados modernos es como un infierno, pero esto puede venir del saludo (hola) del director del mercado. Por otro lado "la mortífera belladona" sugiere las góndolas de productos en los pasillos del mercado (el Pasillo de la Abundancia). Luego la letra continua:

Costillas de vaca inglesa cortadas - en 47p.
                                     
Ojeadas familiares surtidas - desde 17 1/2 a 12.

líquido de hada gigante diluido - Desde 20p a 17 1/2.

Muestra de jalea - 4p Cada una.
                                                                 
Porción de manteca baja - 11p por un 1/2.
                                                  
Bizcochos de crema de diaria de ojos de pájaro - en oferta esta semana.

Existen rumores no confirmados de que esto fue parcialmente tomado de una lista de compras de Gabriel, donde p significa pennie (centavos) y LB es Libras. Finalmente la canción termina con la siguiente línea:

Son huevos revueltos.

En su anterior álbum Foxtrot existe una pregunta sin respuesta en la canción Supper's Ready (en castellano "La Cena Esta Lista"): ¿Cuál es la cena?", Son huevos revueltos, responde Genesis alegremente en este álbum.

## Formación
- Peter Gabriel: Voz
- Steve Hackett: Guitarra acústica
- Mike Rutherford: Bajo, guitarra acústica
- Tony Banks: Melotrón
- Phil Collins: Batería, coros